# 1151. grenadirski polk (Wehrmacht)
1151. grenadirski polk (izvirno nemško 1151. Grenadier-Regiment; kratica 1151. GR) je bil pehotni polk Heera v času druge svetovne vojne.

## Zgodovina
Polk je bil ustanovljen 26. avgusta 1944 kot sestavni del 564. ljudskogrenadirske divizije; še v času oblikovanja so polk preimenovali v 343. grenadirski polk.